# Bačka Palanka
Bačka Palanka (in serbo Бачка Паланка?, in ungherese Palánka, in tedesco Plankenburg) è una città e una municipalità del Distretto della Bačka Meridionale nella parte occidentale della provincia autonoma della Voivodina, al confine con la Croazia.

## Sport
Nella città si trova la famosa squadra di calcio FK Bačka Bačka Palanka

## Villaggi della municipalità
- Gajdobra - 2 968 abitanti (censimento 2002)
- Karađorđevo - 1 012 abitanti (censimento 2002)
- Mladenovo - 3 358 abitanti (censimento 2002)
- Neštin - 900 abitanti (censimento 2002)
- Nova Gajdobra - 1 409 abitanti (censimento 2002)
- Obrovac - 3 177 abitanti (censimento 2002)
- Parage - 1 039 abitanti (censimento 2002)
- Pivnice - 3 835 abitanti (censimento 2002)
- Silbaš - 2 849 abitanti (censimento 2002)
- Tovariševo - 3 102 abitanti (censimento 2002)
- Vizić - 349 abitanti (censimento 2002)
- Čelarevo - 5 423 abitanti (censimento 2002)